# It’s My Life – The Album
Az It’s My Life – The Album a német DJ – Produkciós csapat Sash! első bemutatkozó albuma, mely 1997. augusztus 25-én jelent meg a Multiply és Polygram Records kiadó égisze alatt. Az albumról 4 dalt másoltak ki kislemezre, többek között az Encore Une Fois, Stay, It's My Life, valamint az Ecuador című kiadványokat, melyek több slágerlistásra is felkerültek.
Az albumból létezik egy szimpla egy lemezes változat, valamint egy későbbi két lemezt tartalmazó kiadvány remixekkel. Az album az Egyesült Királyságban platina státuszt kapott.

## Megjelenések
LP  UK Multiply Records – MultyLP1
- A1 Mighty Break 5:59
- A2 The Final Pizzi 5:14
- A3 Cheating Twister	5:18
- B1 Stay 5:57 Vocals – La Trec
- B2 Sweat 5:56 Vocals – La Trec
- B3 Hoopstar 6:55 Featuring – Nonex, Vocals – La Trec
- C1 It's My Life 6:17
- C2 Encore Une Fois 6:29 Vocals – Sabine Ohmes
- C3 Ecuador 5:55 Vocals – Rodriguez
- D1 It's My Life (NBG Mix) 5:53 Remix – Natural Born Grooves
- D2 Encore Une Fois (Future Breeze Mix) 6:29 Remix – Future Breeze,  Vocals – Sabine Ohmes
- D3 Ecuador (Bruce Wayne Mix) 5:49 Remix – Bruce Wayne

## Slágerlista
| Cím                      | Album album megjelenés                                                    | Legmagasabb slágerlistás helyezés | Legmagasabb slágerlistás helyezés | Legmagasabb slágerlistás helyezés | Legmagasabb slágerlistás helyezés | Legmagasabb slágerlistás helyezés | Legmagasabb slágerlistás helyezés | Legmagasabb slágerlistás helyezés | Legmagasabb slágerlistás helyezés | Legmagasabb slágerlistás helyezés | Legmagasabb slágerlistás helyezés | Díjak, jelölések |
| Cím                      | Album album megjelenés                                                    | GER                               | AUS                               | FIN                               | FRA                               | NLD                               | NZ                                | NOR                               | SWE                               | SWI                               | UK                                | Díjak, jelölések |
| ------------------------ | ------------------------------------------------------------------------- | --------------------------------- | --------------------------------- | --------------------------------- | --------------------------------- | --------------------------------- | --------------------------------- | --------------------------------- | --------------------------------- | --------------------------------- | --------------------------------- | ---------------- |
| It’s My Life – The Album | - Megjelent: 1997. augusztus 25. - Kiadó: PolyGram - Formátum: LP, CD, MC | 38                                | 82                                | 4                                 | —                                 | 32                                | 11                                | 19                                | 12                                | 37                                | 6                                 |                  |